# آیفون ۵
{{جعبه اطلاعات تلفن همراه هوشمند
| عنوان             = iPhone 5
| نشان‌واره            = IPhone5Title.svg
| اندازه نشان‌واره   = 200px
| تصویر           = IPhone 5.png
|اندازه تصویر   = 200px
| برنگاشت       =
| برند            =
| سازنده          =  شرکت اپل
| شعار            = بزرگترین اتفاقی که از آیفون برای آیفون رخ داده.
| سری             = آیفون
| حامل            = 
| شبکه‌ها            = GSM/CDMA/۴G LTE
| رونمایی         = ۱۲ سپتامبر ۲۰۱۲
| توقف تولید      = 
| شمار فروش رفته = 
| شمار حمل شده   = 
| پس‌از           = آیفون ۴اس
| پیش‌از          = آیفون ۵اس
| وابسته       = آی‌پاد تاچ
| گونه            = تلفن هوشمند
| شکل             = تخت
| اندازه          = ۷٫۶×۵۸٫۶×۱۲۳٫۸ میلیمتر
| وزن             = ۱۱۲ گرم
| os              = آی‌اواس ۶ قابل آپدیت به آی او اس ۱۰۳،۴
| SoC             = A6
| cpu             = ۱٫۳ GHz دوهسته‌ای A6
| gpu             = PowerVR SGX543MP3
| memory          = ۱ گیگابایت
| حافظه داخلی        = ۱۶٬۳۲٬۶۴ گیگابایت
| memory_card     = 
| باتری           = ۳٫۸V ،۵٫۴۵Wh (۱٬۴۴۰mAh) Li-ion
| ورودی           = ۴ دکمه و یک کلید، سه میکروفن، صفحهٔ چند لمسی خازنی، شتاب سنج در ۳ جهت (طول و عرض  و ارتفاع)، ژایروسکوپ در ۳ جهت، سنسور نور زمینه، قطب نما و سنسور مجاورت
| نمایشگر         = ۴ اینچی رتینا (۱۰۰ میلی‌متر)، [[IPS LCD [[Backlight LED چند لمسی، ۱۱۳۶×۶۴۰ پیکسل، نسبت ابعاد ۱۶:۹، ۱۶ میلیون رنگ، کنتراست: ۸۰۰:۱ و حداکثر روشنایی: ۵۰۰ cd/m2
| نمایشگر خارجی   = 
| دوربین پشت      = ۸ مگاپیکسل، سنسور افزایش نور پس زمینه، ضریب اف f/۲٫۴، لنز ۵ قسمتی سافایر، فیلتر مادون قرمز، پردازشگر سیگنال تصاویر (تعبیه شده در چیپست A6)، تشخیص چهره، تثبیت کنندهٔ تصویر، فوکوس خودکار و اشاره‌ای، عکسبرداری پاناروما ۲۸ مگاپیکسل در ۲۴۰ درجه، فیلمبرداری HD]] ۱۰۸۰P]] استریو fps ۳۰، تثبیت کنندهٔ تصویر، عکسبرداری در حین فیلمبرداری، نشان‌گذاری جغرافیایی
| دوربین جلو      = ۱٫۲ مگاپیکسل، فیلم برداری HD با ۳۰ فریم در ثانیه FaceTime HD
| media           = یک بلندگوی و رابط تی‌آراس ۳٫۵ میلی‌متری با پاسخ فرکانسی ۲۰Hz تا ۲۰KHz
| فرمت_های_مدیا   = 
| آهنگ_زنگ        = 
| اتصال        = وای-فای (۸۰۲٫۱۱ b/g/n)(تنها ۲٫۴ GHz)، بلوتوث نسخهٔ ۴ گیرندهٔ سیگنال GPSو گیرندهٔ سیگنال GLONASS
| دیگر            = 
| وضعیت           = متوقف‌شده
| sar             = 
| HAC             = 
| وبگاه          = www.apple.com/iphone
| منبع            = 
|رنگ‌بندی         = مشکی/اسلیت، سفید/نقره‌ای
| حالت تست        = 
}}
آیفون ۵ (به انگلیسی: iPhone 5) نسل ششم معرفی شده از گوشی‌های هوشمندی است که توسط شرکت اپل ساخته‌شده‌است. آیفون ۵ در تاریخ ۱۲ سپتامبر ۲۰۱۲ در جریان کنفرانس اپل در سان فرانسیسکو معرفی و پیش‌فروش آن در تاریخ ۱۴ سپتامبر آغاز شد و در تاریخ ۲۱ سپتامبر در اختیار خریداران قرار گرفت.
این نسخه از گوشی سرتاسر از آلومینیوم و شیشه ساخته‌شده‌است و از آی او اس ۶ بهره می‌برد. آیفون ۵ طبق ادعای اپل، هم‌اکنون نازک‌ترین تلفن هوشمند ارائه شده‌است. آیفون ۵ نیز همانند آیفون ۴S به دستیار صوتی هوشمند سیری مجهز می‌باشد.
اپل در دهم سپتامبر ۲۰۱۳ و در حین معرفی آیفون ۵اس و آیفون ۵سی اعلام کرد که آیفون ۵ دیگر تولید نخواهدشد و آیفون ۵سی جایگزین آن خواهدشد.

## مشخصات

### فیزیکی
طراحی آیفون۵ تلفیقی از آلومینیوم و شیشه‌است. این مدل نسبت به نسخه‌های پیشین سبک‌تر و نازک‌تر است. ضخامت آیفون ۵ اپل ۷/۶ میلی‌متر است که ۱۸ درصد از مدل‌های پیشین کم‌تر است. وزن این محصول نیز ۱۱۲ گرم بوده که ۲۰ درصد نسبت به ۴S سبک‌تر است. نسل ششم آیفون نیز مانند پنج نسل گذشته در دو رنگ سفید و مشکی به بازار عرضه خواهد شد و البته قاب پشت این مدل آلومینیومی خواهد بود.
در آیفون ۵ برخلاف آیفون ۴ و ۴S که در آن‌ها از میکروسیم‌کارت استفاده می‌شد، از نانوسیم‌کارت استفاده می‌شود.

### صفحه نمایش
صفحه ایفون۵ کمی کشیده تر شده‌است و به ۴ اینچ تبدیل شده و رزولوشن آن ۱۱۳۶ در ۶۴۰ پیکسل خواهد بود و تراکم پیکسلی آن نیز ۳۲۶ پیکسل در هر اینج است. با این صفحه ۴ اینچی دیگر ۵ ردیف آیکون در صفحه آیفون وجود خواهد داشت و نسبت صفحه آیفون ۵ نسبت ۱۶ به ۹ خواهد بود و اشباع رنگ نیز ۴۴ درصد افزایش پیدا کرده‌است.
به گفته دیسپلی‌میت، صفحه نمایش آیفون ۵ یکی از بهترین صفحه نمایش‌هایی است که تاکنون دیده شده‌است. صفحه نمایش آیفون ۵ نسبت به آیفون ۴S دارای انعکاس کمتر و کنتراست بیشتری است. صفحه نمایش IPS آیفون ۵ دارای دقت بیشتری نسبت به فناوری Super AMOLED HD به‌کار رفته‌شده در سامسونگ گلکسی اس۳ می‌باشد.
البته دقت ۳۲۶ پیکسل در هر اینچ این نمایشگر کمتر از نمایشگر Super AMOLED Full HD به‌کار رفته‌شده در گلکسی اس۴ با دقت ۴۴۱ پیکسل در هر اینچ است.
شیشهٔ استفاده شده برای صفحه نمایش آیفون ۵، گوریلا گلس می‌باشد.

### شبکه
آیفون ۵ از نسل چهارم شبکه LTE پشتیبانی می‌کند و این سیستم جدیدی وایرلس Ultrafast Wireless نام گذاری شده‌است و اپل اپراتورهای مختلفی را در قاره‌های مختلف معرفی کرد که این قابلیت جدید آیفون را ساپورت خواهند کرد.
اپراتورهای ای‌تی اند تی، ورایزون و اسپرینت نکستل در ایالات متحده آمریکا و اوری‌تینگ اوری‌ور(به انگلیسی: Everything Everywhere) در بریتانیا خدمات ال‌تی‌ایی را برای پشتیبانی از آیفون ۵ ارائه می‌دهند.
برخی از کشورهای اروپایی نظیر دانمارک، نروژ و سوییس قادر به ارائه سیستم ال‌تی‌ایی بر روی آیفون ۵ به مشتری‌هایشان نیستند. چرا که در این کشورها ال‌تی‌ایی بر روی فرکانس ۲٫۶ گیگاهرتز ارائه می‌شود در حالی که آیفون ۵ این باند فرکانسی را پشتیبانی نمی‌کند.

### پردازنده

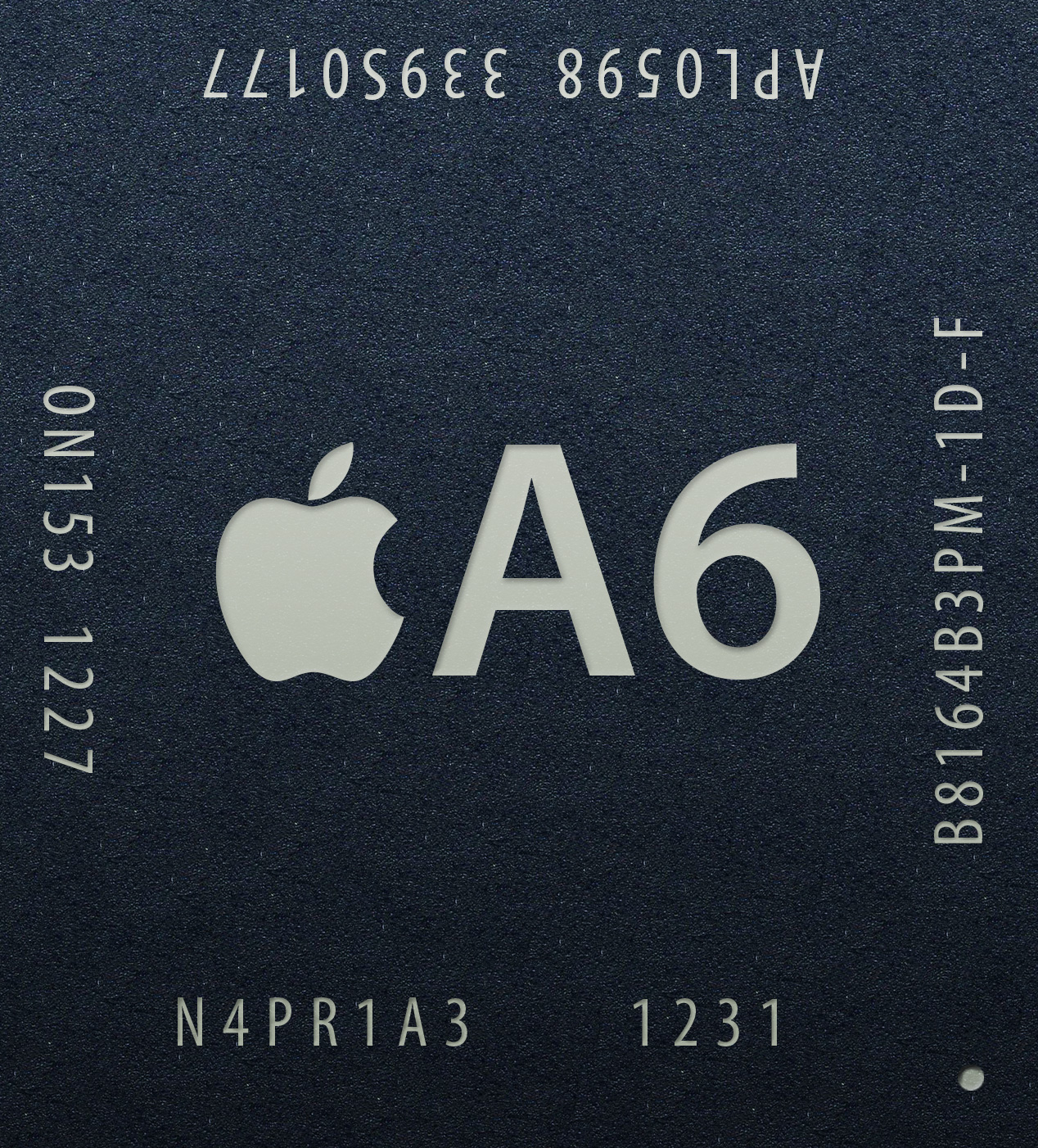
پردازنده A۶ به کارگرفته شده در آیفون ۵

پردازنده مرکزی (CPU) در چیپ A۶ به کار گرفته شده در آیفون ۵، دو هسته‌ای است که هسته‌های اصلی آن از معماری آرم برخوردند، ساختار این پردازنده از طراحی اختصاصی اپل برای معماری آرم به نام ARMv7 ISA سود می‌برد. پردازنده گرافیکی آن سه هسته‌ای، به نام PowerVR SGX543MP۳ دارای فرکانس کلاک ۴۰۰ مگاهرتز است که این میزان تقریباً دو برابر نسبت به گرافیک دوهسته‌ای A۵ است. که کارایی آن به نسل سوم آی‌پد مشابه‌است البته با اشغال فضای کمتر. فرکانس کلاک CPU در آیفون ۵ بسته به مقدار بار آن، به ۱،۳ گیگاهرتز می‌رسد.
به گفته پی‌سی مگزین آیفون ۵ سریع‌ترین تلفن هوشمند جهان است.
همپنین بر اساس بنچمارک‌های منتشر شده توسط مجله آنلاین کامپیوتری اناد تک (به انگلیسی: AnandTech) آیفون ۵ در زمان عرضه‌اش در سپتامبر ۲۰۱۲ با کسب امتیازات بالاتر نسبت به رقبای خود چون سامسونگ گالکسی اس۳، اچ تی سی وان ایکس، ال جی اپتیموس جی، گلکسی نکسوس و... سریع‌ترین تلفن هوشمند بازار است.

### سیستم‌عامل
سیستم‌عامل استفاده شده در آیفون ۵، آی‌اواس ۶ است.
این سیستم‌عامل، نسبت به آی‌اواس ۵ سریع‌تر و پایدارتر است.

### دوربین
آیفون ۵ به مانند آیفون ۴اس مجهز به دوربین ۸ مگاپیکسلی است. اما دوربین جدید با لنزهای بهتر و سیستم کارا تر عرضه شده‌است. با دوربین جدید آیفون ۵ تصاویر در شب با قابلیت dynamic low light mode بسیار شفاف ثبت می‌شود. عکس برداری در نسل جدید دوربین نیز ۴۰ درصد نسبت به ۴اس سریعتر شده‌است. قابلیت سراسرنما نیز در نهایت به دوربین آیفون ۵ اضافه شده و می‌توان با این قابلیت تصاویر ۲۸ مگاپیکسلی ثبت کرد. آیفون ۵ امکان ضبط تصاویر تا۱۰۸۰p(فول اچ دی) را فراهم کرده‌است و همچنین دوربین جلوی آیفون نیز امکان ضبط تصاویر ۷۲۰p را امکان‌پذیر کرده‌است. همچنین برای استفاده بهتر از دوربین جلو نویزگیر به آیفون اضافه شدهاست.
لنز دوربین آیفون ۵ از کریستال یاقوت کبود است. این ماده سختی زیادی دارد و باعث می‌شود که از دوربین آیفون محافظت کند.

### سیستم صوتی
سه میکروفون نیز در آیفون ۵ تعبیه شده‌است که یکی در جلو، دیگر در پشت و پایین وظیفه انتقال صدا را فراهم می‌کنند. بلندگوی آیفون ۵ نیز با تغییرات زیادی مواجه شده‌است و استفاده از پنج آهن‌ربا که در کنار یکدیگر قرار گرفته‌اند قدرت این اسپیکر را بسیار زیاد کرده‌است.

### کانکتور

کانکتور جدید آیفون ۵ به نام لایتنینگ

در نسل ششم آیفون از یک کانکتور ۸ پین به نام لایتنینگ استفاده شده‌است که به نسبت مدل‌های قبلی ۸۰ درصد کوچکتر شده‌است. همچنین تبدیل‌هایی نیز برای استفاده از کانکتورهای قبلی نیز ارائه شده‌است.

## فروش آیفون ۵
آیفون ۵ هم‌اکنون با قیمت‌های ۱۹۹، ۲۹۹، و ۳۹۹ دلار با ظرفیت‌های به ترتیب ۱۶، ۳۲ و ۶۴ گیگابایت بر روی اپراتورهای محدود به فروش می‌رسد.
سرعت پیش‌فروش آیفون ۵ حدود ۲۰ برابر سریع‌تر از فروش مدل‌های ۴ و ۴s بود. پس از آغاز پیش‌فروش در عرض یک ساعت کل موجودی انبار اپل تمام شد و کاربرانی که از ساعت دوم قصد خرید این محصول را داشته‌اند با پیامی مبنی بر دریافت محصول پس از ۱ یا ۲ هفته مواجه گردیده‌اند به گفته فیل شیلر، نایب رئیس بخش بازاریابی اپل، تنها ۲۴ ساعت پس از معرفی آی‌فون ۵ بالغ بر ۲ میلیون سفارش از آن ثبت شده‌است.
به گفته مایکل فرول (به انگلیسی: Michael Ferol) مدیر اقتصادی جی‌پی مورگان چیس، آی‌فون ۵ می‌تواند ۰٫۲۵ تا ۰٫۵ درصد به تولید ناخالص داخلی ایالات متحده آمریکا در یک چهارم پایانی سال ۲۰۱۲ اضافه کند.

## انتقادها

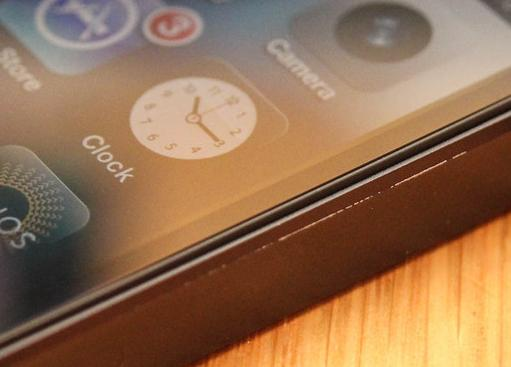
ایفون 5

### نقشه اپل
نقشه جدید به کارگرفته شده در آیفون ۵ که توسط اپل ساخته شده‌است، نسبت به نقشه نسخه‌های قبلی که توسط گوگل ساخته شد، ضعیف‌تر است. نقشه باگ‌دار جدید اپل سبب اعتراض‌های گسترده شده‌است. برخی از این شکایت‌ها بابت کم بودن جزییات و حذف مسیرهای حمل و نقل است.
تیم کوک با انتشار بیانیه‌ای ضمن عذرخواهی گفته است: «ما عمیقاً متاسفیم و هرکاری که بتوانیم برای بهتر شدن نقشه انجام می‌دهیم. شما می‌توانید هم‌اکنون از نقشه‌های جایگزین نظیر بینگ، مپ‌کوئست، ویز یا نقشه‌ها نوکیا یا گوگل استفاده کنید. ما قصد داشتیم تا نقشه‌هایی بهتر با امکاناتی بهتر ارائه کنیم. برای همین مجبور به ارائه نسخه جدید از نقشه شدیم.»

### دوربین
دوربین آیفون ۵ مشکوک به عیبی است که باعث می‌شود هنگام قرارگرفتن دوربین به سمت خورشید یا یک منبع نور دیگر، هاله‌ای ارغوانی رنگ اطراف منبع نور تشکیل می‌شود. این که این عیب ناشی از یک مشکل نرم‌افزاری است یا به علت لنز یاقوت کبود است، دقیقاً مشخص نیست.